# Val de San Lorenzo
Val de San Lorenzo település Spanyolországban, León tartományban. Lakosainak száma 492 fő (2024).

## Földrajza
Val de San Lorenzo Santa Colomba de Somoza, Astorga, Santiago Millas, Destriana, Castrillo de la Valduerna és Luyego községekkel határos.

## Népesség
A település lakosságának változását az alábbi diagram mutatja:
| Lakosok száma | 747  | 674  | 638  | 596  | 578  | 545  | 519  | 505  | 493  | 492  |
|               | 2001 | 2004 | 2007 | 2009 | 2012 | 2014 | 2017 | 2019 | 2022 | 2024 |